# Floods
Floods — рок-балада американського грув-метал колективу Pantera з альбому 1996 року «The Great Southern Trendkill». Є найдовшою піснею диску, і третім за протяжністю, з записаних за увесь час, треком колективу опісля «Cemetery Gates» (7:03) та «Hard Lines, Sunken Cheeks» (7:01).

## Опис
Лірика містить побажання потопу який має винищити людство. Є аналогією на всесвітній потоп з книги Буття коли Господь був розчарований своїми творіннями та вирішив почати все заново.
Фронтмен/автор пісень колективу Філ Ансельмо охоплював дві теми: релігію та цінність життя. Він прирівнював біблійну подію до сучасності, ставлячи під сумнів: чи заслуговує людство іншої розплати за свої гріхи.

## Соло
Балада містить єдне з найпопулярніших соло Даймбега Даррелла, що було створено у якості рифу наприкінці 1980-х. 2009-го року Guitar World визнав за цією імпровізацією 19-те місце серед соло усіх часів.